# 裴倩
裴倩（8世纪？—772年），字容卿，绛州闻喜县人，裴仁基的玄孙，裴行俭的曾孙，裴光庭之孙，裴稹之子。
裴倩担任信州刺史及饶州刺史时，劝勉百姓耕田二万亩，由于政绩良好被朝廷赐给金紫服。代替第五琦为度支郎中。他去世后，谥号节，其子裴均。